# Parotidite epidémica
Parotidite epidémica, conhecida popularmente por papeira (português europeu) ou papeira/caxumba (português brasileiro), é uma doença viral causada pelo vírus da parotidite. Os sinais e sintomas iniciais mais comuns são febre, dores musculares, dores de cabeça e cansaço. A estes sintomas segue-se inflamação dolorosa de uma ou mais glândulas salivares parótidas. Os sintomas geralmente têm início entre 16 e 18 dias após a exposição ao vírus e desaparecem ao fim de sete a dez dias. Os sintomas em adultos são muitas vezes mais graves do que em crianças. Cerca de um terço das pessoas apresenta sintomas leves ou não apresenta sequer sintomas. Entre as possíveis complicações estão a meningite (15%), pancreatite (4%), surdez permanente e inflamação dos testículos que, embora pouco comum, pode causar infertilidade. As mulheres podem desenvolver uma inflamação dos ovários, embora isto não afete o risco de infertilidade.
A parotidite epidémica é altamente contagiosa e propaga-se rapidamente entre as pessoas que partilham um mesmo espaço. O vírus é transmitido por gotículas provenientes da respiração ou por contacto direto com a pessoa infetada. A doença é transmitida apenas pelo ser humano. As pessoas infetadas são contagiosas desde sete dias antes do início dos sintomas até oito dias depois. Uma vez curada a infeção, a pessoa geralmente torna-se imune para toda a vida. Embora seja possível ser novamente infetada, as infeções posteriores tendem a ser ligeiras. O diagnóstico baseia-se na inflamação das parótides e pode ser confirmado isolando o vírus num esfregaço do ducto parotídeo. As análises do sangue para a presença de anticorpos no sangue são simples e podem ser úteis. No entanto, podem resultar em falsos negativos nas pessoas imunes.
A parotidite epidémica pode ser prevenida com a vacina contra a parotidite epidémica. A vacina está incluída nos planos de vacinação de maior parte dos países desenvolvidos. Geralmente está incluída na vacina VASPR, que também oferece  imunidade contra o sarampo e rubéola. Em países com baixos índices de vacinação pode-se verificar aumento de casos entre pessoas mais velhas, piorando o prognóstico. Não existe tratamento específico. As medidas de alívio passam por controlar os sintomas com analgésicos como o paracetamol. Em algumas complicações pode ser útil administrar imunoglobulina por via intravenosa. No caso da pessoa desenvolver meningite ou pancreatite pode ser necessária hospitalização. Cerca de uma em cada dez mil pessoas infetadas morre.
Sem vacinação, entre 0,1 e 1% da população é infetada em cada ano. A vacinação em massa permitiu diminuir a prevalência da doença em mais de 90%. A parotidite epidémica é mais comum nos países em vias de desenvolvimento, onde a vacinação é menos frequente. No entanto, é possível a ocorrência surtos entre a população vacinada. Antes da introdução da vacina, a papeira era uma doença infantil bastante comum em todo o mundo e geralmente ocorriam surtos de grande dimensão a cada dois a cinco anos. O grupo mais afetado eram as crianças entre os cinco e nove anos de idade. Entre a população vacinada, a faixa etária mais afetada são as pessoas com vinte e poucos anos. Nas latitudes próximas do equador, a doença ocorre durante todo o ano, enquanto nas regiões mais a norte ou mais a sul é mais comum no verão e na primavera. A inflamação dolorosa das glândulas parótidas e dos testículos foi descrita por Hipócrates no século V.

## Causa
Vírus da parotidite infecciosa
- Grupo:	Grupo V ((-)ssRNA)
- Ordem:	Mononegavirales
- Familia:	Paramyxoviridae
- Gênero:	Paramyxovirus
- Espécie:	Vírus da parotidite

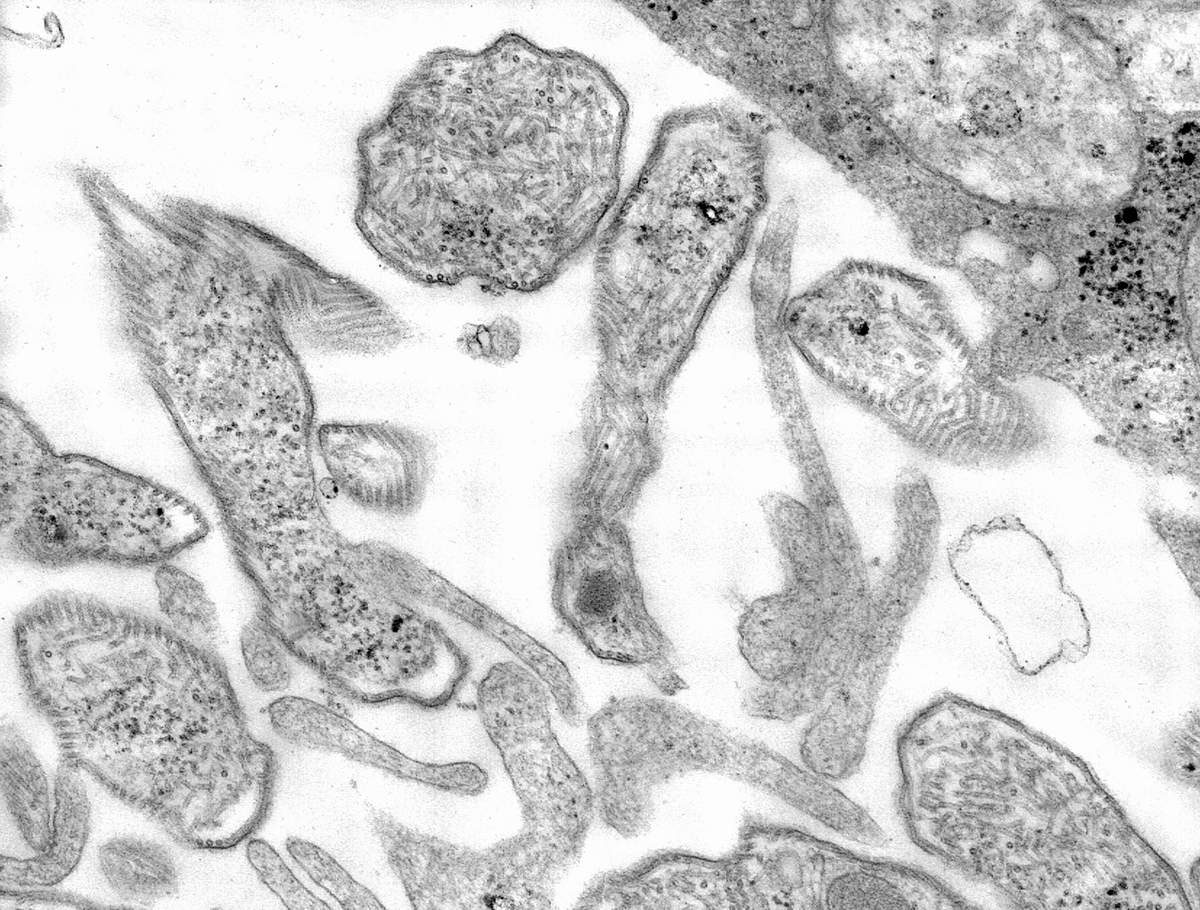
O vírus da caxumba tem formato aproximadamente esférico e é composto por camadas concêntricas de lipídeos, grandes moléculas de proteína e ácido nucléico. No interior, encontra-se um núcleo de uma molécula, único longa de RNA embrulhado em proteína que é introduzida na célula humana.

É um vírus da família dos paramyxovirus, parente do vírus do sarampo. O seu genoma é de RNA simples, de sentido negativo (a cópia é que serve de RNA para síntese proteica). É envelopado, pleomórfico variando de 100-600 nm, e de formato esférico, muitas vezes filamentoso. O envelope contém as proteínas hemaglutinina e  neuraminidase, que participam das reações imunológicas, sendo antígenos virais.

### Transmissão
É altamente infeccioso. Os vírus são transmitidos por gotas de espirros, tosse, respiração em ambiente fechado ou por contato direto com a saliva. Pode ser transmitido ao se compartilhar copos, pratos e talheres. O vírus também pode sobreviver fora do organismo por algumas horas e, em seguida, ser transmitido após o contato caso a pessoa encoste nele e depois encoste na mão na boca ou no nariz. A pessoa infectada com caxumba pode contaminar outros, entre aproximadamente seis dias antes do início dos sintomas até cerca de 9 dias após início dos sintomas. O período de incubação (tempo até o início dos sintomas) pode ser 14-25 dias, mas é mais tipicamente em média de 16 a 18.
O ser humano é o único hospedeiro natural. O vírus atravessa a placenta, sem causar malformações mas pode causar aborto.

## Progressão e sintomas

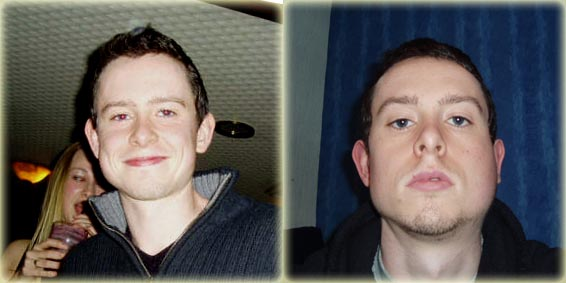
A pessoa começa a apresentar sintomas apenas cerca de duas a três semanas depois de ser contaminada.

A parotidite infecciosa é uma enfermidade contagiosa aguda  caracterizada por um aumento não supurativo de uma ou ambas glândulas salivares parótidas, e também as outras glândulas salivares, sendo outros órgãos também acometidos. Complicações são mais comuns em homens após a puberdade.
O vírus penetra pela boca e vai até à glândula parótida (canal de Stenon) onde se dá a multiplicação primária, viremia e localização nos testículos, ovários, pâncreas, tireóide, cérebro, próstata, fígado, baço e timo. A multiplicação também se pode dar no epitélio superficial respiratório, viremia e localização nas glândulas salivares e outros órgãos.
Os sintomas mais comuns são:
- Inchaço doloroso das parótidas (90% dos casos em ambas);
- Febre;
- Dor de cabeça;
- Garganta inflamada;
- Perda do apetite;
- Náusea;
- Vômito;
- Dores nos testículos em 30% dos casos após a puberdade;
- Dor nos ovários em 5% dos casos.

Entre 20 e 30% das infecções pelos vírus da caxumba são assintomáticas ou mesmo que as glândulas salivares inflamem não é muito visível.
Ocasionalmente em adultos ou adolescentes, quando tratada de forma equivocada ou displicente, pode comprometer o sistema nervoso central (meningoencefalite) e testículos (orqui-epididimite), raramente resultando em surdez e esterilidade. Raramente ocorrem essas complicações em crianças, sendo que esterilidade só ocorre em indivíduos do sexo masculino durante ou após a puberdade, logo nunca em crianças.
Outras possíveis complicações incluem:
- Meningite asséptica (5%),
- Pancreatite (5%),
- Infecção da tireoide,
- Infecção do cérebro (0,1%),
- Atrofia dos testículos,
- Problemas nos ovários (5%),
- Problemas cardíacos e,
- Infecção nos rins.

Uma complicação rara é o desenvolvimento de encefalite, podendo levar a edema cerebral, manifestações neurológicas graves e levar à morte.
A imunidade após resolução geralmente é para toda a vida. A mortalidade é baixa e principalmente em adultos.

## Diagnóstico

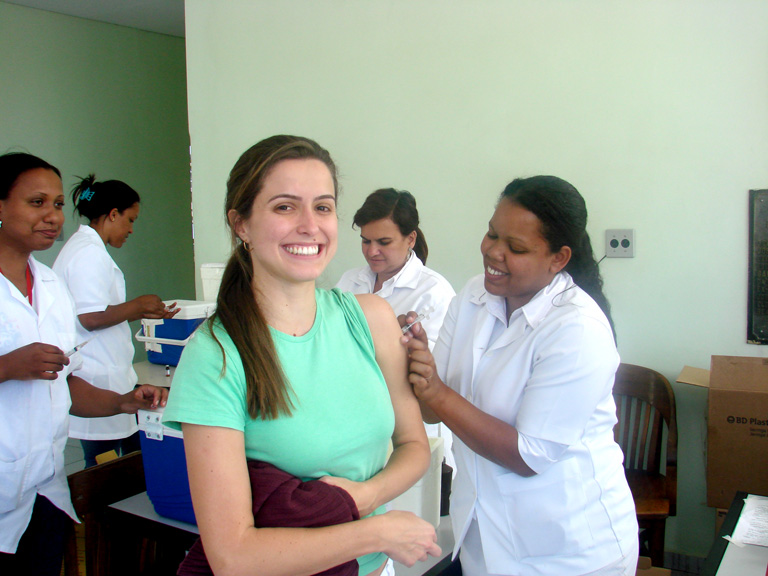
Mulheres adultas que ainda não tiveram a doença, e não tomaram a vacina quando crianças, e querem engravidar devem tomar a tríplice viral para evitar sérias complicações na gravidez. Homens adultos e adolescentes também devem tomar para evitar problemas nos testículos que podem resultar em infertilidade.

Um exame físico confirma a presença das glândulas inchadas. Geralmente a doença é diagnosticada na anamnese, sem necessidade de testes laboratoriais de confirmação. Caso haja incerteza sobre o diagnóstico, um teste de saliva ou sangue podem ser realizados. As provas sorológicas podem ser feitas por neutralização, inibição da hemaglutinação ou ELISA.
Possíveis diagnósticos diferenciais incluem: Cálculo de dutos parotidianos, hipersensibilidade a drogas (iodetos, fenilbutazona, tiouracil, entre outras), ingestão excessiva de amidos, sarcoidose, cirrose, diabetes, parotidite etiologiapiogênica, inﬂamação de linfonodos, tumores parenquimatosos, hemangioma, linfangioma.

## Prevenção
A vacina é altamente eficaz e raramente produz efeitos colaterais. É feita através da vacina tríplice viral (MMR), geralmente entre 12 e 15 meses de vida (1ª dose), 4 e 6 anos (2ª dose) e 11 e 12 anos (3ª dose). Caso todas sejam tomadas possui 97% de chance de proteger contra uma infecção natural. Os anticorpos maternos protegem os filhos durante os primeiros meses de vida.
Adultos e adolescentes que nunca foram infectados nem tomaram a vacina também devem ser imunizados, especialmente mulheres que planejam engravidar.

## Tratamento
O tratamento é predominantemente sintomático, como analgésicos, anti-inflamatórios e antitérmicos. A criança não precisa ficar na cama, mas deve conservar suas energias e não deve frequentar ambientes com muitas pessoas por se tratar de uma doença viral altamente contagiosa.
A aspirina não deve ser usada por crianças em doenças virais porque a sua utilização tem sido associada com o desenvolvimento de Síndrome de Reye, que pode levar à insuficiência hepática e morte [carece de fontes?].
Tanto bolsas de água quente como fria nas áreas inchadas podem amenizar a dor. Uma dieta com alimentos macios e muita água e sucos naturais que não sejam ácidos é recomendada. Alimentos ácidos podem piorar a dor.

## Epidemiologia
Estima-se que 85% dos adultos não vacinados ao longo da vida, mas 33% infectados tem parotidite (inchaço das glândulas salivais) e acabam não sendo diagnosticados. A doença é mais severa em adultos, podendo causar meningite e infertilidade. As estações com maior número de casos são o inverno e a primavera.
Surtos são frequentes entre os não vacinados a cada 3-6 anos. No Estado do Rio de Janeiro a média anual passou de 200 a 300 casos entre 2007 e 2013 para 500 a 600 casos em 2014 e 2015. Durante um surto estima-se que 3% dos vacinados com duas doses também são infectados. Antigamente surtos infectavam 30% da população e era uma das principais causas de surdez, pancreatite, aborto e infertilidade.